# Hypertrocon
Hypertrocon là một chi bướm đêm thuộc họ Noctuidae.